# Bandiera di Berlino
La bandiera di Berlino, in Germania, ha tre strisce rosso-bianco-rosso, le due strisce esterne occupano ciascuna un quinto della sua altezza, quella centrale i restanti tre quinti. Sulla bandiera civile è decorato con un orso, sulla bandiera statale lo stemma di Berlino.
La bandiera civile di Berlino Ovest fu adottata il 26 maggio 1954. Disegnata da Ottfried Neubecker, arrivò seconda al concorso del 1952, il vincitore fu respinto dal Senato. L'orso è posizionato leggermente decentrato verso sinistra.
Un orso poteva essere trovato su sigilli,  monete e anelli con sigillo già dalla fine del XII secolo (ma non come carica araldica prima del 1709), presumibilmente a causa di un'associazione storta con il nome della città.
La bandiera dello stato sostituisce l'orso con lo stemma completo, con l'orso all'interno dello stemma. Essendo la bandiera dello stato di Berlino Ovest, divenne la bandiera dell'intera città dopo la riunificazione della Germania nel 1990. Prima di ciò, era stato anche il guardiamarina della marina, poiché nessun'altra bandiera esistente poteva essere utilizzata. Le proporzioni della bandiera sono 3:5. Tuttavia, è stata utilizzata solo fino al 2007, quando l'Abgeordnetenhaus ha approvato un disegno di legge per abolire la bandiera dello stato. Da allora, Berlino ha avuto una sola bandiera ufficiale.

## Bandiere storiche
Tra il 1618 e il 1861 un bicolore nero su bianco fu utilizzato sia come bandiera civile che statale, sotto il Brandeburgo e le successive dominazioni prussiane.
Tra il 1861 e il 1912 fu utilizzata una bandiera orizzontale ("tricolore") di nero, rosso e bianco nelle proporzioni di 2:3. Fu progettato da Ernst Fidicin sulla base dei colori del Brandeburgo dopo l'incoronazione di Guglielmo I il 19 dicembre 1861.
Tra il 1913 e il 1954, la bandiera civile era simile a quella attuale, tranne che per il disegno dell'orso che era diverso. Fino al 1935 l'emblema stesso non fu istituito.
Dal 1955 in poi, Berlino Est ebbe l'aggiunta di due strisce bianche che prendevano le metà esterne delle strisce rosse superiore e inferiore, e un disegno leggermente diverso per l'orso all'interno di uno stemma, sormontato da una corona. La bandiera di Berlino Est era quindi una versione leggermente modificata della vecchia bandiera di stato, con la bandiera civile deliberatamente evitata a Berlino Est e, al contrario, adottata come ufficiale a Berlino Ovest, a causa dell'orso nella bandiera civile che era decentrato a sinistra e rivolto a sinistra, suggerendo fortemente un orientamento verso l'Occidente. La bandiera di Berlino Ovest è stata adottata per tutta Berlino dopo il 1990.

1618–1861
1861–1912
Bandiera di Berlino, 1913–1934 (Bandiera civile, 1913–1954)
Bandiera dello stato di Berlino 1934–1954
Bandiera di Berlino Est, 1954–1990
Bandiera di Berlino Ovest, 1954–1990

## Bandiere dei distretti di Berlino

Charlottenburg-Wilmersdorf
Friedrichshain-Kreuzberg
Lichtenberg
Marzahn-Hellersdorf
Mitte
Neukölln
Pankow
Reinickendorf
Spandau
Steglitz-Zehlendorf
Tempelhof-Schöneberg
Treptow-Köpenick